# Paramenexenus teres
Paramenexenus teres är en insektsart som beskrevs av Giglio-Tos 1910. Paramenexenus teres ingår i släktet Paramenexenus och familjen Diapheromeridae. Inga underarter finns listade i Catalogue of Life.